# Jo Joe
Joseph Alicea López (Cayey, Puerto Rico, 6 de marzo de 1992), conocido como Jo Joe y JAX, es un cantante, compositor, actor y bailarín puertorriqueño que inició su carrera musical a los 6 años de edad. Cuando cumplió 11 años formó parte de Tick Tock grupo manejado por Edgardo Díaz, fundador de Menudo. Con Tick Tock, Joseph se presentó por toda América Latina y Estados Unidos. En 2007, Jo Joe se convirtió en el vocalista principal del grupo mexicano Los Super Reyes, la mitad del grupo anteriormente conocido como Los Kumbia Kings. Con Los Super Reyes, Joseph obtuvo un disco de oro en México.

## Discografía

### Álbumes con Tick Tock
- Marcando el Ritmo (2004)
- Marcando el Reggaetón (2005)
- Fórmula M (2005)

DVD
- Marcando el Ritmo (2004)

### Álbumes con Los Super Reyes
- El Regreso De Los Reyes (2007)
- Cumbia Con Soul (2009)